# Großer Löffler
De Große Löffler (Italiaans: Monte Lovello) is een 3379 meter hoge berg in de Zillertaler Alpen aan de grens tussen Oostenrijk en Italië. De eerste bestijging was op 12 september 1843, door Markus Vincent Lipold, met onbekende begeleiders.